# Schokoladen-Seestern
Der Schokoladen-Seestern (Nidorellia armata) ist ein großer Seestern, der im östlichen Pazifik von Kalifornien bis Peru und den Galapagosinseln beheimatet ist.

## Merkmale
Die Arme des Schokoladen-Seesterns sind kurz, haben eine breite Basis und laufen spitz zu. Die Arme und der kissenartig aufgeblähte Körper bilden zusammen ein Fünfeck mit eingebuchteten Seiten. Die Arme sind cremefarben mit einer schokoladenbraunen Zeichnung, die sich als Streifen von der Körpermitte zu den Armspitzen und entlang des Armansatzes zieht und zwischen den Armen als Flecken den Körper ziert. Auf der Körperoberseite befinden sich kurze, kräftige Stacheln. Der Schokoladen-Seestern erreicht einen Körperdurchmesser von 23 Zentimetern.

## Lebensweise
Schokoladen-Seesterne leben auf felsigem, mit Algen und Seegras bewachsenen Untergrund in Tiefen von 5 bis 70 Metern. Sie ernähren sich von bodenbewohnenden Wirbellosen, die sie mit ihrem ausgestülpten Magen verdauen und von Algen. Schokoladen-Seesterne sind Wirte der kommensalen Partnergarnele Periclimenes soror.